# Pastor-Husfeldt-Park
Der Pastor-Husfeldt-Park ist eine nach Paul Husfeldt benannte Grünfläche im Stadtteil Brunswik der schleswig-holsteinischen Landeshauptstadt Kiel. Die 
Parkanlage zwischen Adolfstraße und Feldstraße gehört zur Grüntangente Nord und ist ca. 6800 m² groß. Der Fußweg durch die Grünanlage, der die Koldingstraße mit der Feldstraße verbindet, wird seit November 2009 zu Ehren von Harro Schulze-Boysen Harro-Schulze-Boysen-Weg genannt.

## Geschichte
Die Umbenennung, der bis dahin namenlosen Grünfläche, wurde am 18. November 1999 von der Kieler Ratsversammlung beschlossen. Die Parkfläche reichte damals von der Gelehrtenschule bis an den Marinegang, der in der Verlängerung der Schauenburgerstraße zur Feldstraße führte. 2009 wurden im nördlichen Teil drei Viertel der alten Parkfläche mit dem Karl-Lennert-Krebscentrum Nord des Universitätsklinikums Schleswig-Holstein bebaut.